# Tandonsentul
Tandonsentul is een bestuurslaag in het regentschap Probolinggo van de provincie Oost-Java, Indonesië. Tandonsentul telt 2996 inwoners (volkstelling 2010).